# Mutt and Jeff's Scheme That Failed
Mutt and Jeff's Scheme That Failed è un cortometraggio muto prodotto dalla Nestor. Il nome del regista non viene riportato nei credit.

## Produzione
Il film fu prodotto dalla Nestor Film Company.

## Distribuzione
Distribuito dalla Motion Picture Distributors and Sales Company, il film - un corto in split reel di 150 metri - uscì nelle sale cinematografiche USA il 2 dicembre 1911. Nelle proiezioni, veniva programmato con il sistema dello split reel, cioè accorpato in un'unica bobina con un altro cortometraggio, la commedia A Western Feud.